# Villiers-sous-Grez
Villiers-sous-Grez is een gemeente in het Franse departement Seine-et-Marne (regio Île-de-France) en telt 764 inwoners (1999). De plaats maakt deel uit van het arrondissement Fontainebleau.

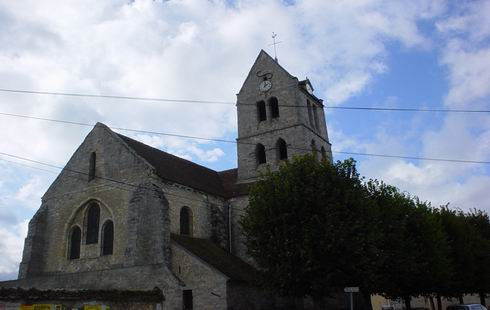
Kerk van St. Étienne
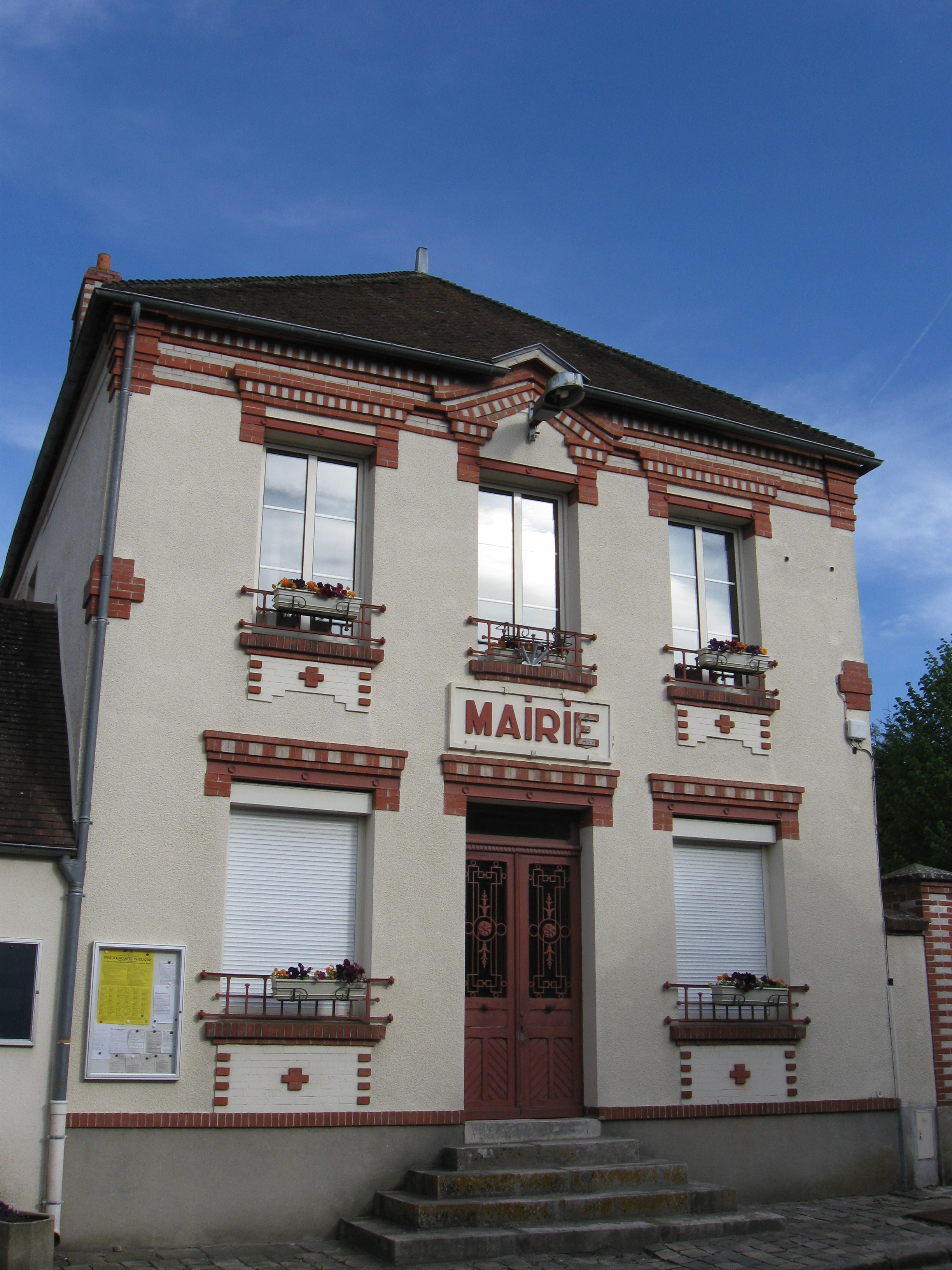
Gemeentehuis

## Geografie
De oppervlakte van Villiers-sous-Grez bedraagt 12,2 km², de bevolkingsdichtheid is 62,6 inwoners per km².
De onderstaande kaart toont de ligging van Villiers-sous-Grez met de belangrijkste infrastructuur en aangrenzende gemeenten.

## Demografie
Onderstaande figuur toont het verloop van het inwonertal (bron: INSEE-tellingen).